# Mark Plaatjes
Mark Plaatjes (* 2. Juni 1962 in Johannesburg) ist ein ehemaliger US-amerikanischer Langstreckenläufer südafrikanischer Herkunft.
Von 1984 an studierte Plaatjes an der University of the Witwatersrand und erhielt 1987 den Master im Fach Physiotherapie. 1981 und 1985 wurde er Südafrikanischer Meister im Marathonlauf (beim zweiten Mal mit seiner persönlichen Bestzeit von 2:08:58 h) sowie 1983 und 1985 im Crosslauf.
1988 ersuchte er um politisches Asyl in den USA. 1991 gewann er den Los-Angeles-Marathon. Seine Zeit, die er als Sechster beim Boston-Marathon 1993 erzielte, reichte aus, um ihn für die US-Auswahl zu qualifizieren. Zur selben Zeit erhielt er die US-amerikanische Staatsbürgerschaft, und so konnte er bei den Leichtathletik-Weltmeisterschaften 1993 in Stuttgart antreten, wo er in 2:13:57 h die Goldmedaille im Marathon gewann.
Später war er als Trainer tätig und betrieb mehrere Sportgeschäfte. Er lebt in Boulder (Colorado) und ist dort Inhaber einer Klinik für physische Rehabilitation. Plaatjes ist verheiratet und hat drei Töchter.